# Caradrina eugraphis
Caradrina eugraphis är en fjärilsart som beskrevs av Antonius Johannes Theodorus Janse 1940. Caradrina eugraphis ingår i släktet Caradrina och familjen nattflyn. Inga underarter finns listade i Catalogue of Life.